# Monticomorpha affinis
Monticomorpha affinis is een insect uit de orde Phasmatodea en de  familie Pseudophasmatidae. De wetenschappelijke naam van deze soort is voor het eerst geldig gepubliceerd in 1913 door Shelford.